# رمی ووژل
رمی ووژل (فرانسوی: Rémy Vogel‎; ۲۶ نوامبر ۱۹۶۰ – ۱۷ اکتبر ۲۰۱۶) بازیکن سابق فوتبال اهل فرانسه بود.
از باشگاه‌هایی که در آن بازی کرده‌است می‌توان به باشگاه فوتبال موناکو و باشگاه فوتبال استراسبورگ اشاره کرد.
وی همچنین در تیم ملی فوتبال فرانسه بازی کرده‌است.